# Pomatostomus superciliosus
Il garrulo cigliabianche (Pomatostomus superciliosus (Vigors & Horsfield, 1827)) è un uccello passeriforme della famiglia dei Pomatostomidae.

## Etimologia
Il nome scientifico della specie, superciliosus, deriva dal latino e significa "relativo alle sopracciglia", in riferimento alla livrea di questi uccelli.

## Descrizione

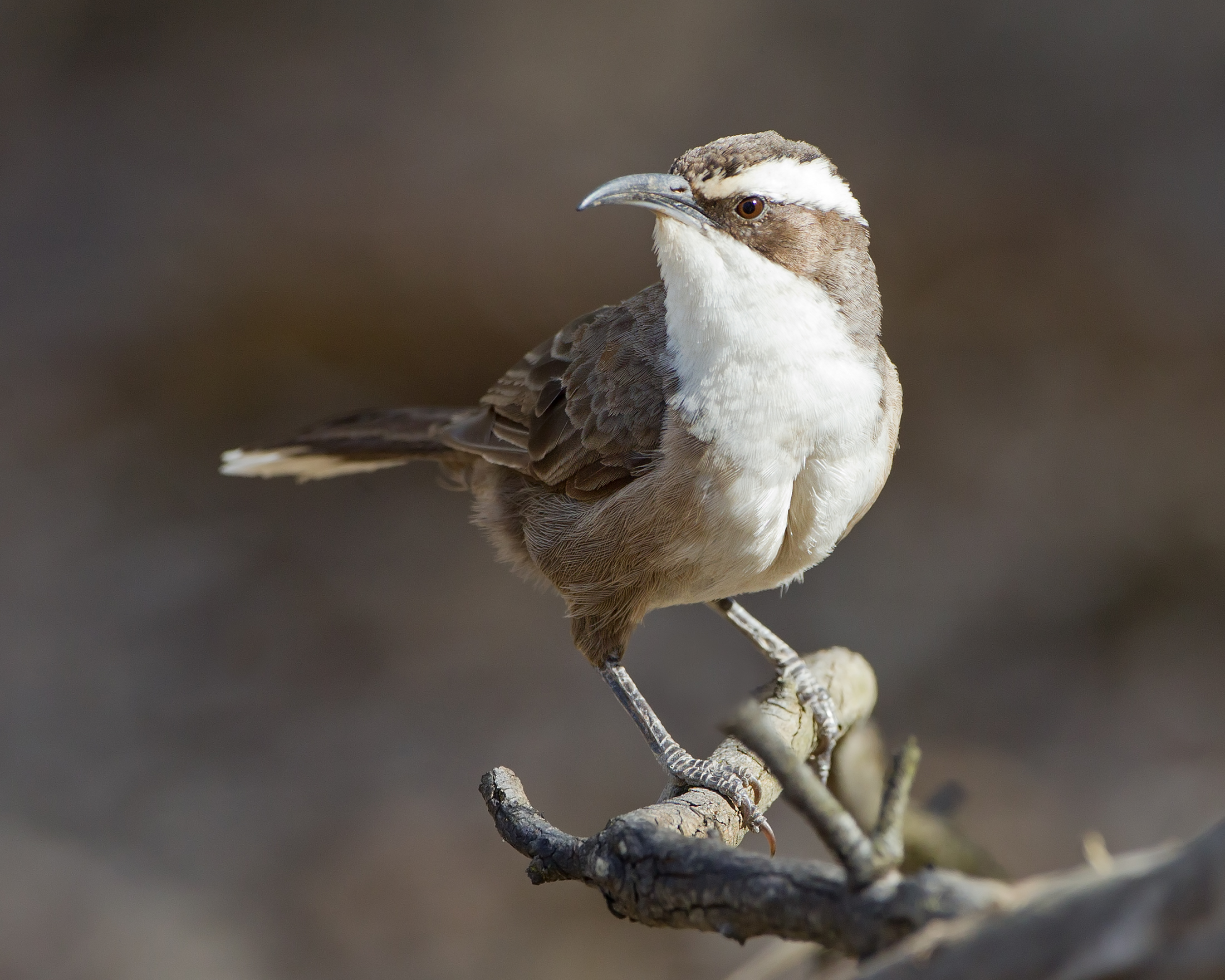
Esemplare a Chiltern.

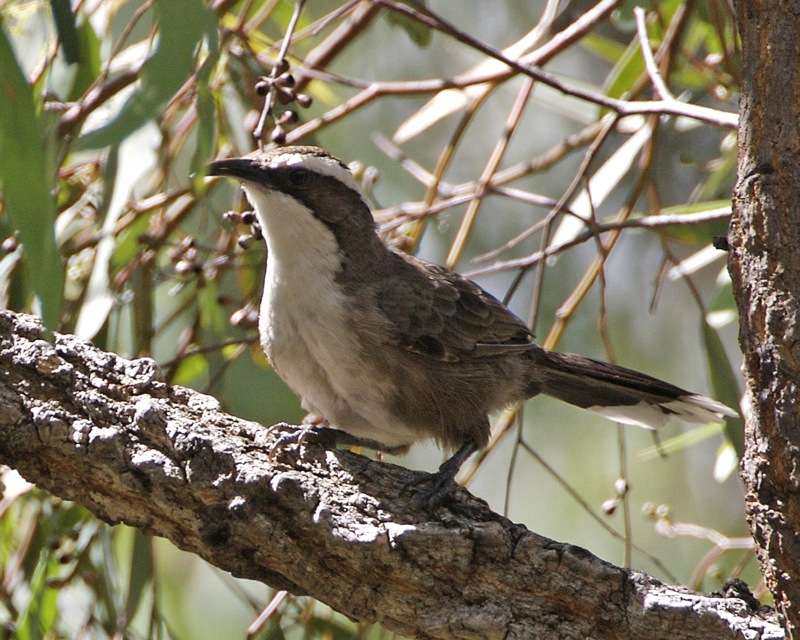
Esemplare nelle Blue Mountains.

### Dimensioni
Misura 17–22 cm di lunghezza, per 30-50 g di peso.

### Aspetto
Si tratta di uccelli dall'aspetto paffuto e arrotondato, con grossa testa allungata che sembra incassata direttamente nel torso, becco falciforme lungo e lievemente ricurvo verso il basso, zampe forti e allungate, coda anch'essa piuttosto lunga e dall'estremità squadrata (che viene in genere portata eretta perpendicolarmente al corpo e lievemente spiegata a ventaglio) ed ali arrotondate. Nel complesso, i garruli cigliabianche appaiono molto simili al garrulo di Hall, rispetto al quale presentano dimensioni minori, colorazione più scura e sopracciglio bianco più sottile, nonché (e ciò vale soprattutto per gli adulti) coda dalla punta squadrata anziché arrotondata.
Il piumaggio è di colore bruno su fronte, vertice, nuca, remiganti, codione, sottocoda e coda (nonché nella mascherina facciale fra i lati del becco e le tempie), mentre dorso ed ali presentano sfumature grigiastre: fianchi e ventre sono di colore bruno-grigiastro più chiaro, mentre gola e petto sono di color bianco-beige, lo stesso del bordo della coda. Come intuibile dal nome comune, sopra gli occhi è presente un sopracciglio bianco che in questa specie è molto esteso, partendo dalla fronte e giungendo fin quasi alla nuca, dove curva verso il basso fin quasi alla base del collo.

Le femmine presentano area ventrale generalmente più chiara rispetto ai maschi, tuttavia si tratta di differenze soggettive e non sempre immediatamente riconoscibili.
Il becco e le zampe sono di colore nerastro, mentre gli occhi sono di color bruno scuro.

## Biologia

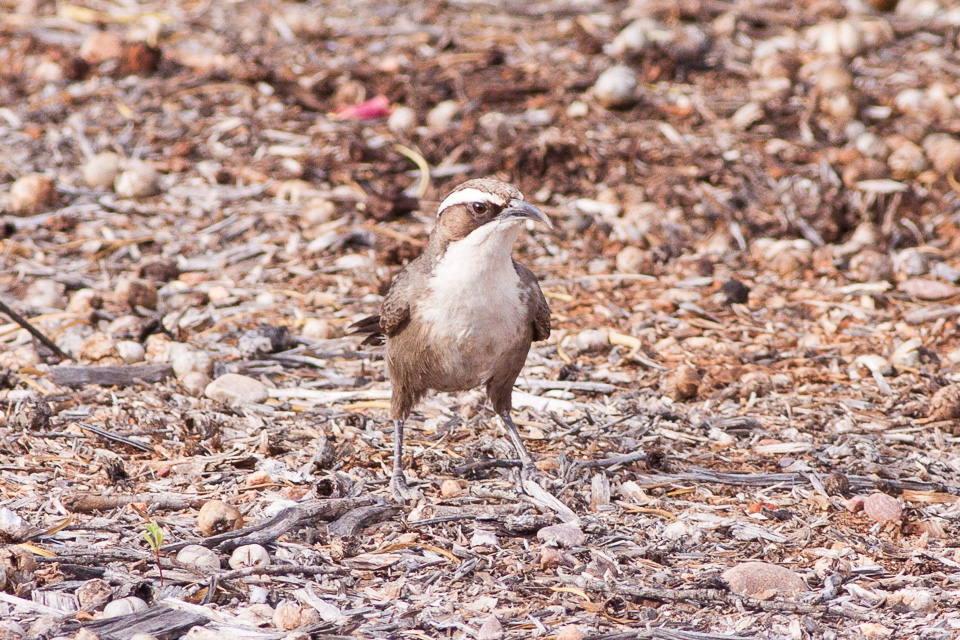
Esemplare al suolo a Port Augusta.

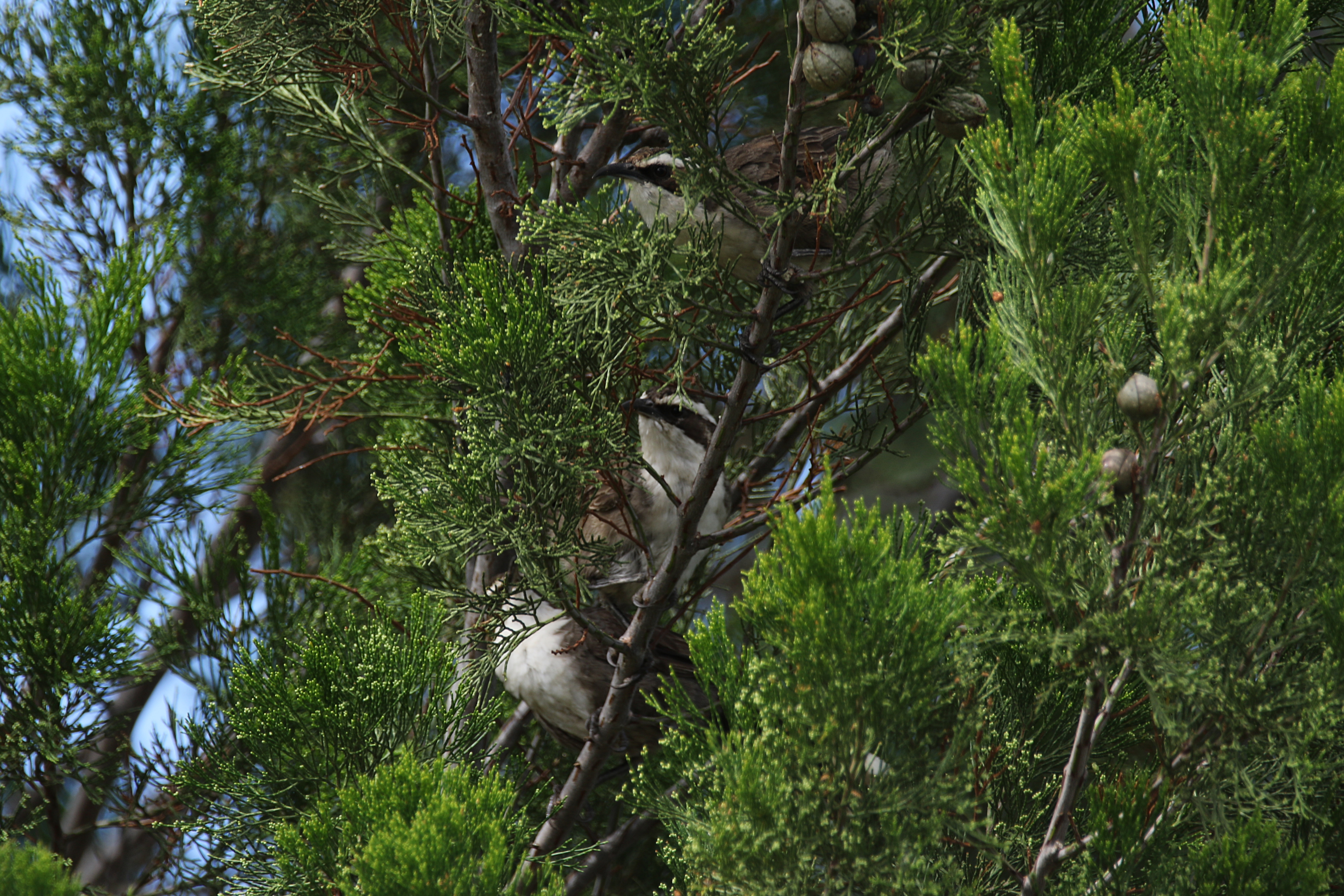
Esemplari su siepe.

Si tratta di uccelli diurni, che vivono in gruppetti familiari di una decina d'individui, generalmente imparentati fra loro (una coppia riproduttrice e giovani di ambedue i sessi di più covate precedenti). Questi uccelli passano la maggior parte della giornata al suolo o fra i rami bassi di cespugli ed alberi, cercando il cibo e tenendosi in contatto vocale continuo fra loro: sebbene siano in grado di volare per brevi distanze, essi s'involano piuttosto raramente. Sul far della sera, i gruppi si ritirano verso nidi costruiti appositamente per passarvi la notte.
I richiami del garrulo cigliabianche sono piuttosto vari e cambiano a seconda della situazione: i più comuni sono dei suoni ciacolanti di contatto, mentre su distanze più ampie i vari membri di un gruppo comunicano mediante richiami bitonali simili a miagolii, non di rado con un esemplare che emette la prima nota ed n altro che gli risponde con la seconda. In caso di agitazione, questi uccelli emettono suoni aspri con frequenza direttamente proporzionale alla prossimità della fonte di turbamento (ad esempio un predatore o un gruppo rivale in sconfinamento).

### Alimentazione

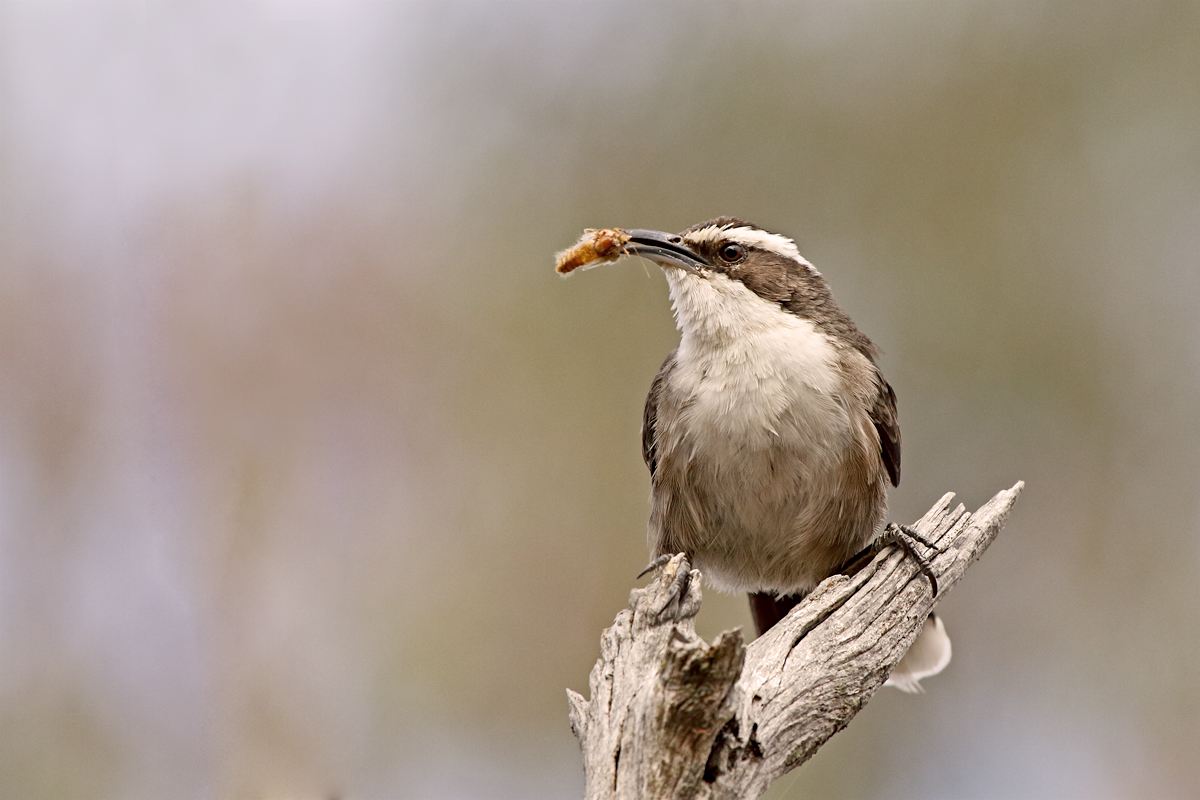
Esemplare con preda nel Victoria.

Il garrulo cigliabianche è un uccello insettivoro, la cui dieta si compone principalmente di insetti ed altri piccoli invertebrati, e, sebbene più sporadicamente, anche di frutta, bacche e granaglie.
Il cibo viene rinvenuto principalmente al suolo, frugando il terreno e smuovendo detriti, foglie secche e sassolini col lungo becco ricurvo, in maniera tale da portare le prede allo scoperto: soprattutto gli adulti tendono a seguire percorsi ben definiti all'interno del proprio territorio, mentre i giovani sono più avventurosi.

### Riproduzione
Questi uccelli sono in grado di riprodursi durante tutto l'arco dell'anno, preferendo per farlo il periodo umido fra luglio e novembre, durante il quale fra l'altro il numero di uova deposte è maggiore.
Si tratta di uccelli monogami, con le coppie che vengono assistite dagli altri membri del gruppo durante le varie fasi della riproduzione.

Il nido è a forma globosa, piuttosto grossolano e costruito da tutti i membri del gruppo con rametti intrecciati alla biforcazione di un tronco d'albero, mentre la camera di cova interna è foderata di fibre vegetali, piumino e pelame (soprattutto nelle aree più fresche): al suo interno la femmina depone 2-5 uova, che cova per circa 19 giorni, alternandosi con le altre femmine del gruppo. I maschi, nel frattempo, sorvegliano i dintorni e si occupano di reperire il cibo per sé stessi e per le femmine.

I pulli sono ciechi ed implumi alla schiusa: imbeccati e accuditi da tutti i membri del gruppo, essi sono in grado d'involarsi attorno ai venti giorni di vita, ma si allontanano definitivamente dal territorio natio solo mesi dopo.

## Distribuzione e habitat

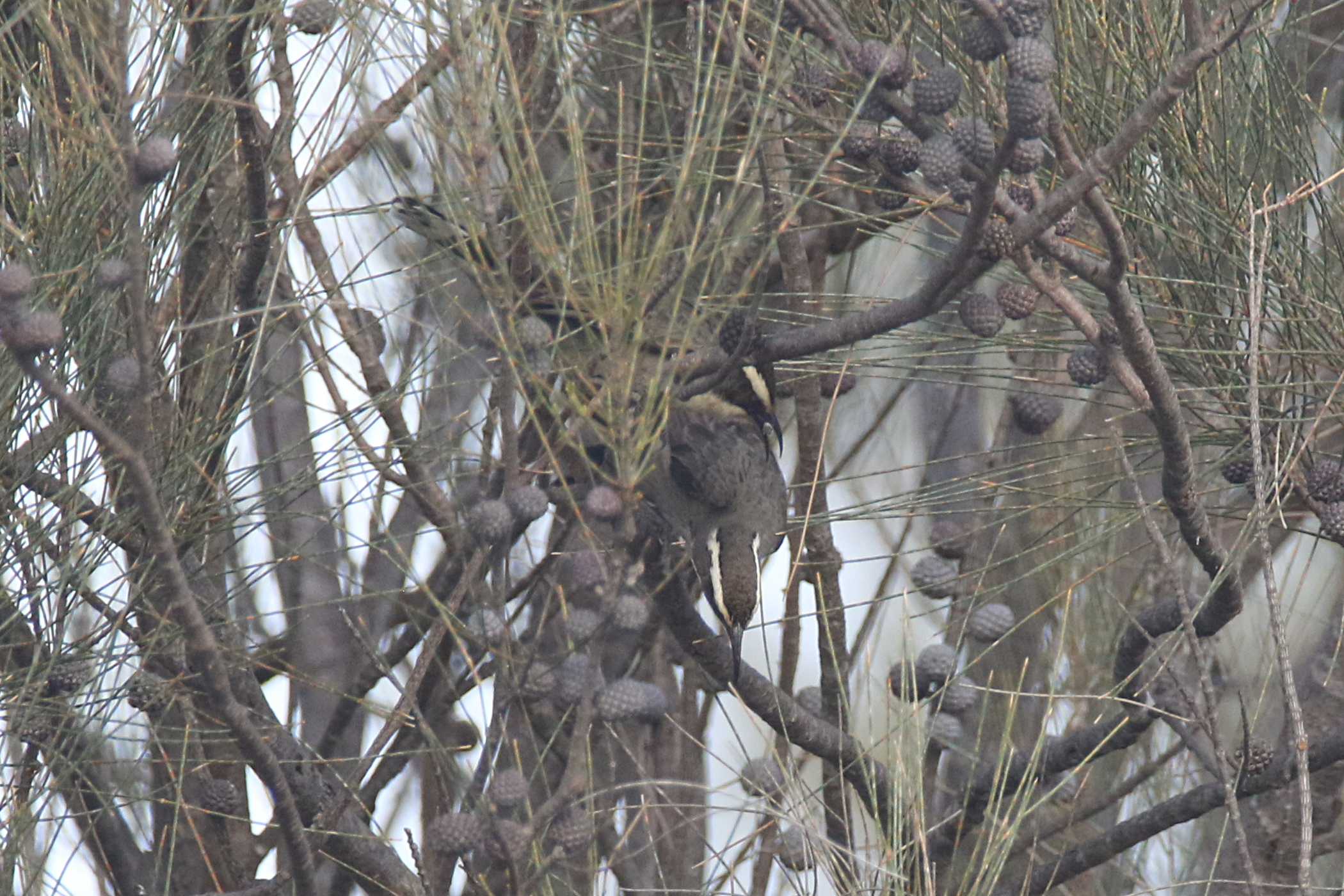
Esemplari su casuarina in Australia Occidentale.

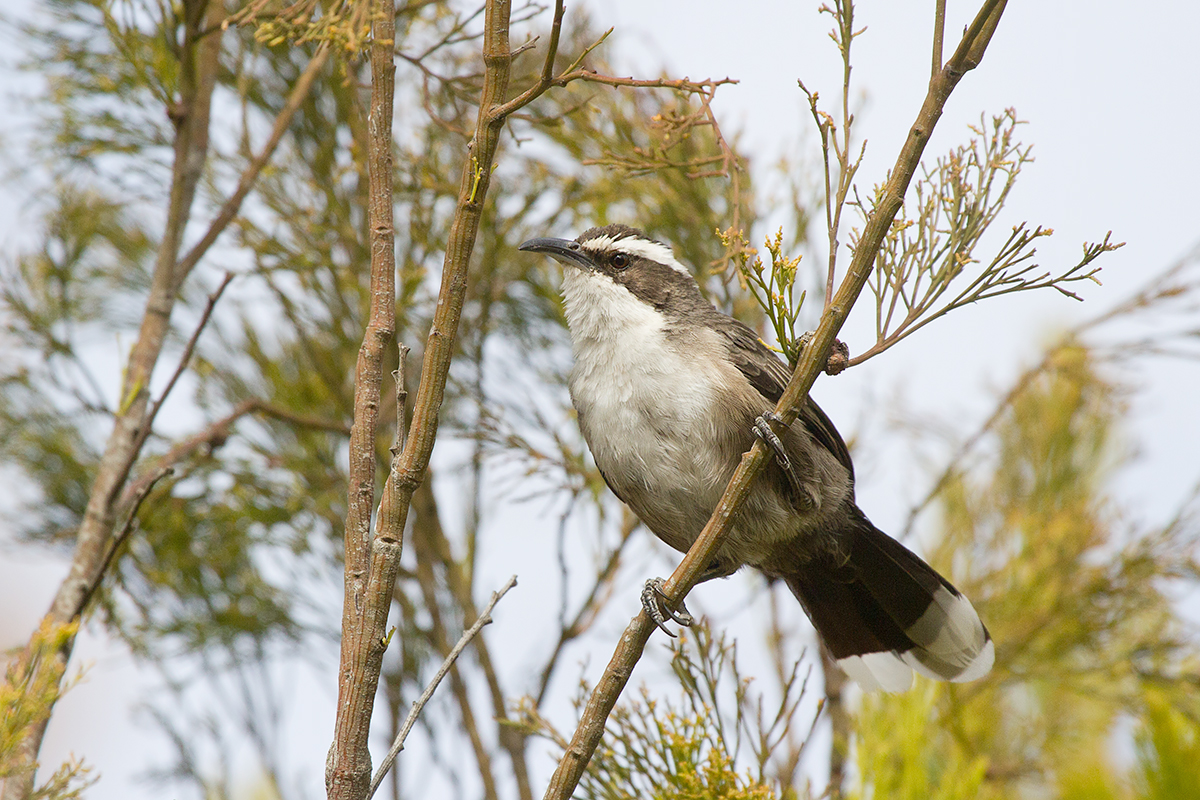
Esemplare nel Victoria.

Il garrulo cigliabianche è endemico dell'Australia, della quale occupa gran parte del territorio a sud del Tropico del Capricorno, dal sud del Pilbara all'area a nord di Brisbane, mancando dalla fascia costiera sud-orientale e dalla Tasmania.
Si tratta di uccelli piuttosto adattabili, che frequentano una certa varietà di habitat, dalla macchia secca a sclerofillo alle foreste aperte a predominanza di eucalipto, alle aree rocciose semiaride a spinifex: in generale, essi prediligono le aree con copertura cespugliosa o presenza di sottobosco dove cercare cibo e riparo.

## Tassonomia
Se ne riconoscono quattro sottospecie:
- Pomatostomus superciliosus superciliosus (Vigors & Horsfield, 1827) - la sottospecie nominale, diffusa in un ampio areale che va dal Gascoyne al Victoria occidentale;
- Pomatostomus superciliosus gilgandra (Mathews, 1912) - diffusa nella porzione sud-orientale dell'areale occupato dalla specie (dal Queensland meridionale al Victoria centrale);
- Pomatostomus superciliosus ashbyi Mathews, 1911 - diffusa nella porzione sud-occidentale dell'areale occupato dalla specie;
- Pomatostomus superciliosus centralis Schodde & Mason, 1999 - diffusa nella porzione centrale dell'areale occupato dalla specie, fra Territorio del Nord centro-meridionale ed Australia Meridionale;

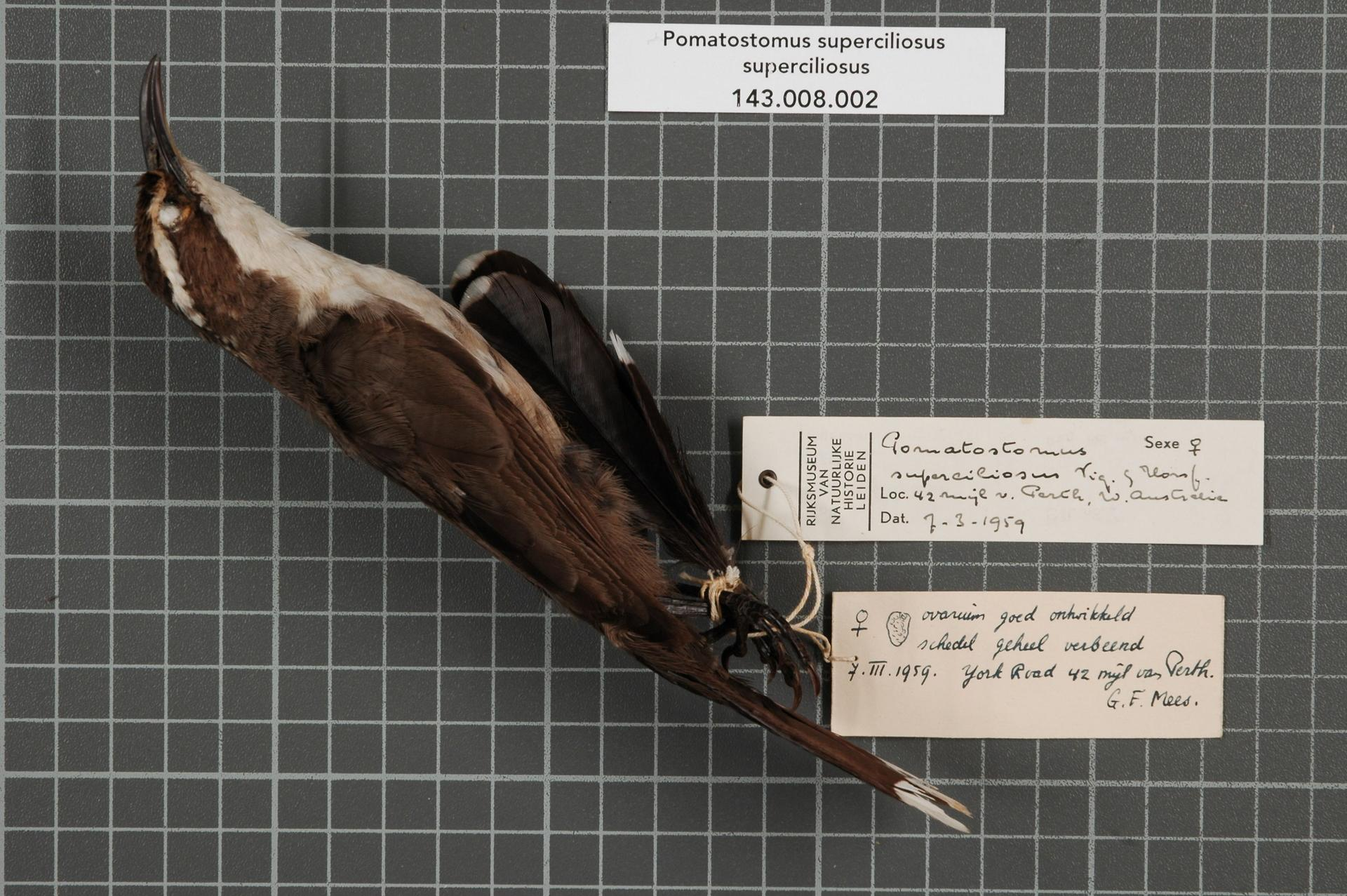
Esemplare impagliato della sottospecie nominale.
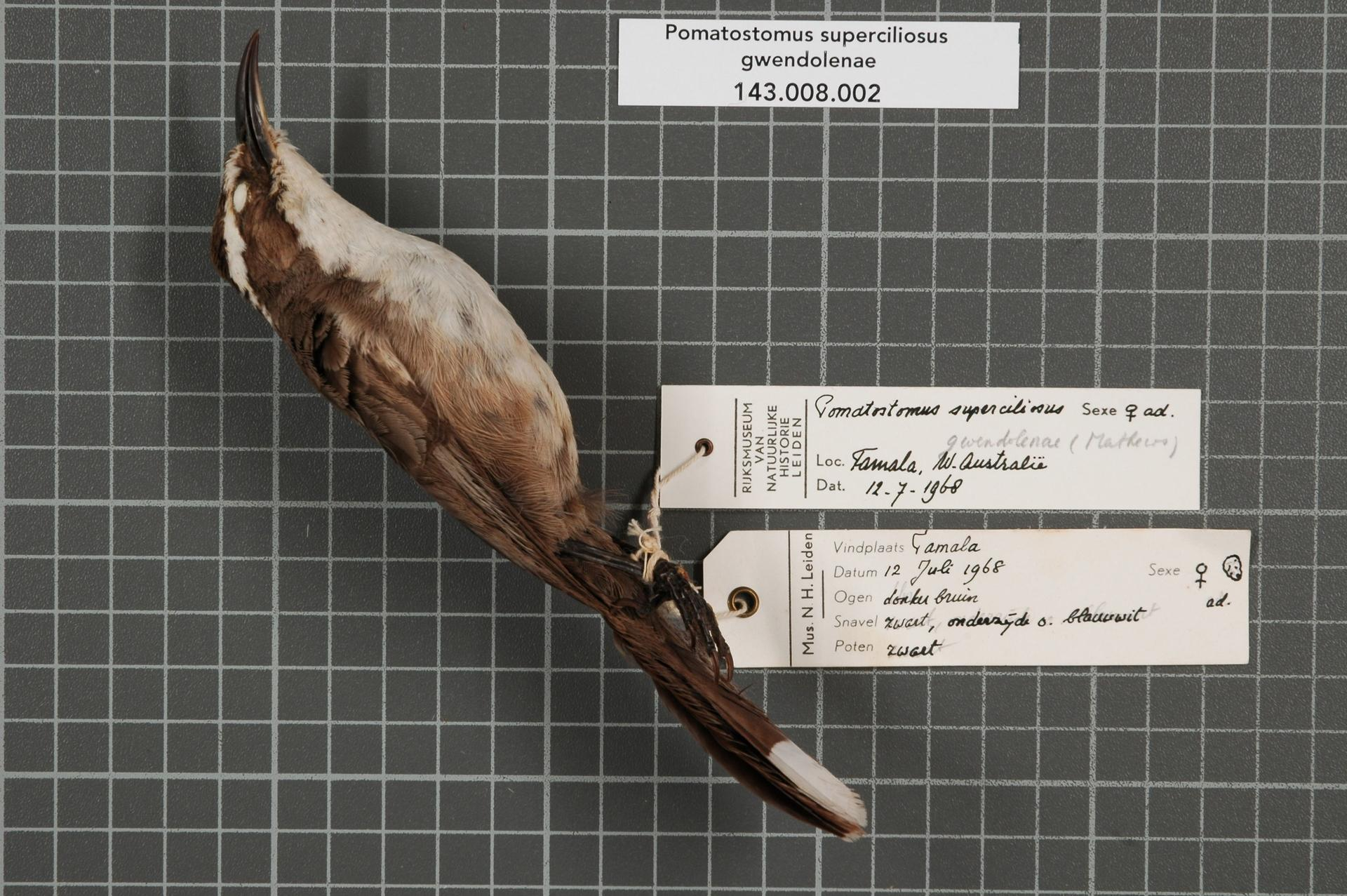
Esemplare impagliato della proposta sottospecie gwendolenae.
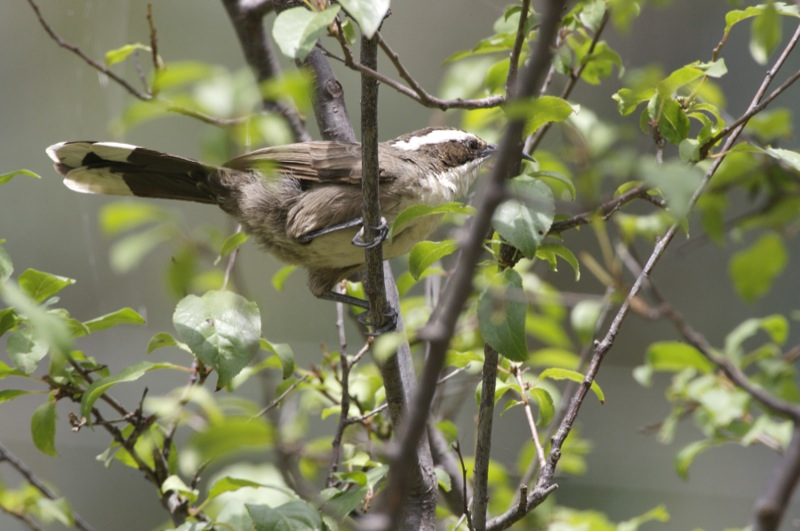
Esemplare della sottospecie gilgandra nel Nuovo Galles del Sud.

Alcuni autori riconoscerebbero inoltre una sottospecie gwendolenae, rappresentata dalle popolazioni nominali dell'estremo nord-ovest dell'areale.